# George Weightman-Smith
George Weightman-Smith (né le 31 octobre 1905 à Durban, et mort en avril 1972) est un athlète sud-africain, spécialiste du 110 mètres haies. 
Le 31 juillet 1928, il établit un nouveau record du monde du 110 mètres haies en demi-finale des Jeux olympiques de 1928, à Amsterdam, en 14 s 6, améliorant de 2/10 de seconde la performance du Suédois Sten Pettersson établie en 1927. Le lendemain, il se classe cinquième de la finale olympique dans le temps de 15 s 0.